# Wildkogel
Wildkogel (2224 m n. m.) je výrazná hora v Kitzbühelských Alpách, na území rakouské spolkové země Salcbursko, mezi obcemi Neukirchen a Bramberg, severně od údolí Salzachu.

## Sport a turistika
V roce 2005 zde byla vybudována horská chata Wildkogelhaus pro až 100 hostů (s restaurací, saunou a diskotékou).
V zimním období je zde velký lyžařský areál s 55 kilometry upravovaných sjezdových tratí, které jsou tvořeny ze 45% modrými, 40% červenými a 15% černými sjezdovkami.
V letní sezóně se zde nachází mnoho turistických tras. Wildkogel nabízí cyklistické stezky pro horská kola ("Bike Arena") a je také součástí každoroční cyklistické soutěže Transalp, kdy závodníci musí tuto horu překonat. Hora je také oblíbeným výchozím bodem pro lety na rogalu.